# لارس هاغلوند
لارس هاغلوند (بالسويدية: Lars Haglund)‏ هو منافس ألعاب قوى سويدي، ولد في 22 مايو 1940 في ستوكهولم في السويد.

## وصلات خارجية
- لارس هاغلوند على موقع اللجنة الأولمبية الدولية (الإنجليزية)
- لارس هاغلوند على موقع أوليمبيديا (الإنجليزية)
- لارس هاغلوند على موقع اللجنة الأولمبية السويدية (السويدية)